# 三原県
三原県（さんげん-けん）は中華人民共和国陝西省咸陽市に位置する県。

## 行政区画
- 街道:城関街道
- 鎮:陂西鎮、独李鎮、大程鎮、西陽鎮、魯橋鎮、陵前鎮、新興鎮、嵯峨鎮、渠岸鎮

## 出身者
- 于右任 - 中華民国の政治家・書家。中国同盟会、中国国民党に属す。中華民国監察院長。
- 呉天明 - 映画監督。